# Corn Island (film)
Corn Island (Simindis kundzuli) è un film del 2014 diretto da George Ovashvili.

## Trama
Le inondazioni primaverili formano una piccola isola con un terreno fertile nel mezzo del fiume Enguri, nuova terra senza proprietario. Un vecchio, assistito dalla nipote adolescente orfana, prende possesso dell'isola, costruisce una semplice capanna e inizia una coltivazione di mais. Sono di etnia abkhaza e scambiano cenni con i soldati georgiani di passaggio. Il vecchio dà rifugio a un soldato ferito che si rifugia sull'isola e lo protegge per un po' dai suoi inseguitori. Alla fine dell'estate, le inondazioni distruggono l'isola.

## Riconoscimenti
- 2014 - Festival internazionale del cinema di Karlovy Vary
  - Globo di Cristallo